# نارودني نوفين

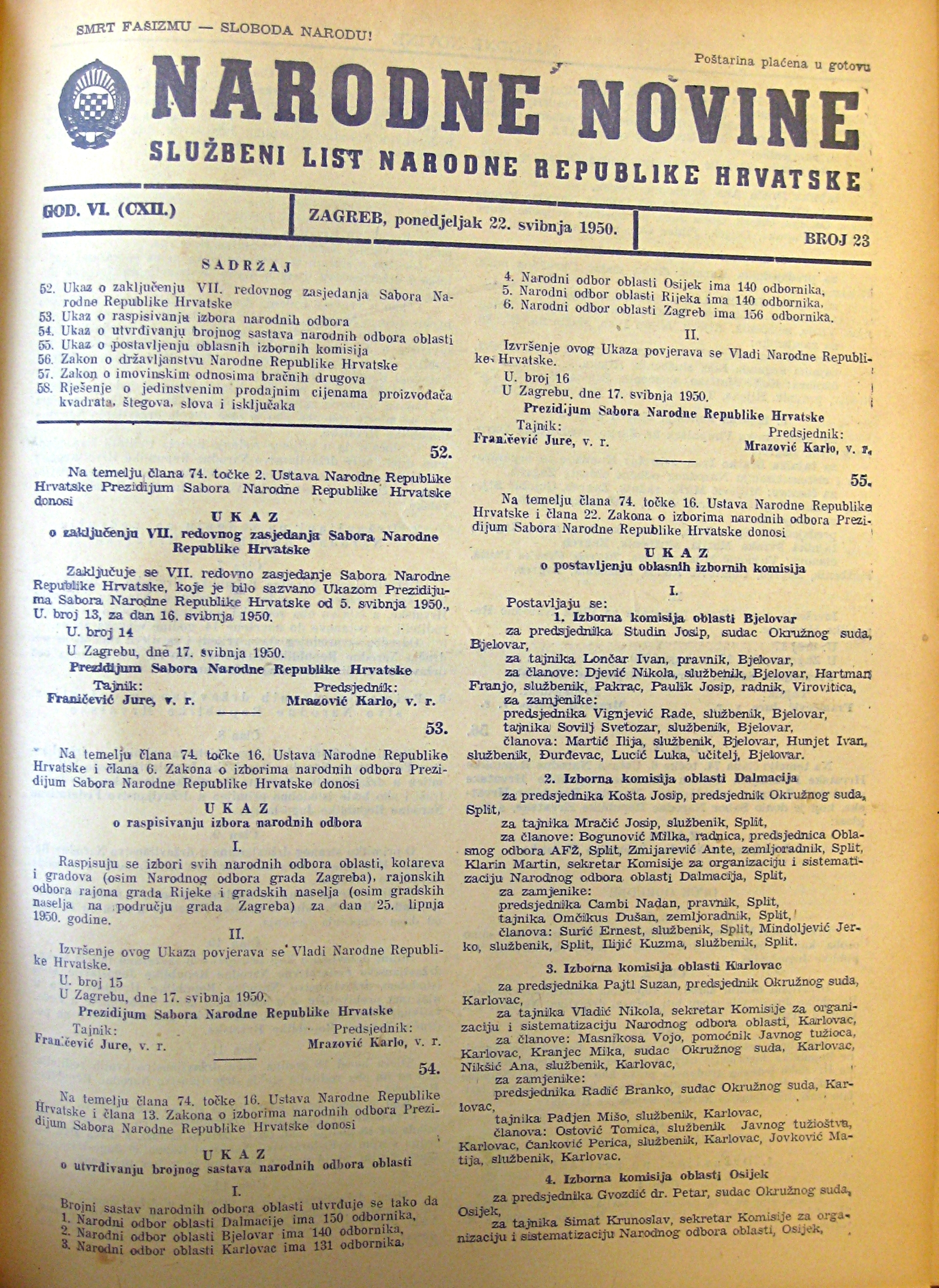

نارودني نوفين (بالإنجليزية: The People's Newspaper) هي الجريدة الرسمية (أو صحيفة السجل العام) لجمهورية كرواتيا التي تنشر القوانين واللوائح والتعيينات والقرارات الرسمية وتنشرها في المجال العام. تم نشره من قبل شركة عامة .
بدأت مجلة نارودني نوفين باسم نوفين هارفاسكي ، والتي نُشرت لأول مرة في 6 يناير 1835 من قبل لاجوديفيك جاج ، الذي أنشأ الورقة وطبعها. كان أول استخدام لمصطلح «نارودني نوفين» في عام 1843 ، لكن الصحيفة غيّرت عدة أسماء على مر السنين ، عادةً وفقًا لاسم الدولة التي كانت كرواتيا جزءًا منها.
باع جاج شركة النشر الأصلية للحكومة في عام 1868. تم تأسيس التجسد الحالي للشركة رسميًا في عام 1952. وفي عام 2001 أصبحت الشركة شركة عامة (بالكرواتية: dioničko društvo).
تُصدر نارودني نوفين ، باعتبارها الجريدة الرسمية لجمهورية كرواتيا ، قوانين وقوانين وقواعد وأنظمة أخرى للبرلمان الكرواتي ، واللوائح الداخلية للحكومة الكرواتية ، وكذلك المراسيم الصادرة عن رئيس الجمهورية. عند النشر ، يبدأ التشريع لفترة وجيزة (عادة 8 أيام)  تُعرف باسم فاكاتيو تشريعي ، مما يسمح لها بأن تصبح معروفة على نطاق واسع قبل أن تصبح سارية المفعول.